# سفارة البحرين لدى سلطنة عمان
سفارة البحرين لدى سلطنة عمان هي البعثة الدبلوماسية لمملكة البحرين لدى سلطنة عمان، وتقع بالعاصمة مسقط.